# دوفوگچن گوگ
دوفوگچن گوگ (به لاتین: Dophoogchen Gewog) یک منطقهٔ مسکونی در بوتان است که در استان سامتس واقع شده‌است.